# خریداری
خریداری به فرآیندی سازمانی و اداری برای به دست آوردن کالا یا خدمات اطلاق می‌شود، که در راستای اهداف شرکت انجام می‌گیرد. اگرچه تاکنون چندین سازمان استانداردهایی برای فرایند خریداری تنظیم نموده‌اند، ولی همچنان فرآیندهای خریداری در سازمان‌ها، متفاوت می‌باشد. به طور معمول واژه خریداری با تدارکات مترادف قرار داده می‌شوند، در حالی که عملیات خرید، بخشی از عملیات تدارکات بشمار می‌آید.